# Капо-Риццуто
Капо-Риццуто (итал. Capo Rizzuto) — морская охраняемая территория в коммунах Изола-ди-Капо-Риццуто и Кротоне провинции Кротоне итальянской области Калабрия.

## Обзор
Расположенная на Ионическом побережье Калабрии, в морской зоне, обращённой к побережью к югу от коммуны Кротоне, между мысом Капо-Донато и мысом Барко-Верчилло, эта морская охраняемая территория была создана соответствующим указом от 19 февраля 2002 года. Общая площадь составляет 14 721 га, а протяжённость береговой линии — более 42 км, что делает Капо-Риццуто крупнейшей морской охраняемой территорией в Италии. Находящаяся под управлением провинции Кротоне территория, помимо значительного археологического интереса, является местом обитания многочисленных видов животных, включая Cerianthus и тёмного групера. Флора богата и пышна, с впечатляющим разнообразием растений.